# KFC Scela Zele
KFC Scela Zele was een Belgische voetbalclub uit Zele. De club sloot in 1932 aan bij de KBVB met stamnummer 1837.
In 1970 fuseerde de club met KSK Zele en FC De Zeven Zele  tot KFC Eendracht Zele.

## Geschiedenis
De club werd in 1925 opgericht als Katholieke Sportopbeuring FC Scela en sloot aan bij de KBVB in hetzelfde jaar. Een jaar later kreeg de club stamnummer 783 toegewezen en gebruikte voortaan de naam FC Scela Zele.
In 1929 nam de club ontslag bij de KBVB en sloot zich aan bij het Katholiek Sportverbond.
In 1932 keerde men terug naar de KBVB en kreeg het nieuwe stamnummer 1837.
In 1934 werd FC Scela kampioen in Tweede Gewestelijke en promoveerde naar de hoogste provinciale reeks, daar zou men tot 1948, toen de club voor twee jaar terug naar het tweede niveau moest, spelen.
In 1949 strandde Scela op een tweede plaats, maar een jaar later werd men opnieuw kampioen in Tweede Gewestelijke en keerde men terug naar de hoogste provinciale reeks.
In 1951 werd de clubbenaming officieel KFC Scela Zele.
Scela groeide uit tot een van de topclubs in Eerste Provinciale en na een tweede plaats in 1955, vierde men in 1956 de kampioenstitel waardoor Zele voor het eerst een vertegenwoordiger in de nationale afdelingen kreeg.
De club handhaafde zich moeiteloos in Bevordering en eindigde doorgaans in de bovenste helft van de klassering. Een vierde plaats in 1962 was het hoogtepunt.
In 1970 eindigde men tiende in Bevordering en besloot men met twee andere Zeelse clubs, KSK Zele en FC De Zeven Zele, te fusioneren en KFC Eendracht Zele te vormen. Men ging verder onder het stamnummer van KSK Zele (1046).